# 24 فبراير
- السبت
- الأحد
- الاثنين
- الثلاثاء
- الأربعاء
- الخميس
- الجمعة

- 12 شعبان 1446  هـ
- 23 شعبان 1446  هـ
- 34 شعبان 1446  هـ
- 45 شعبان 1446  هـ
- 56 شعبان 1446  هـ
- 67 شعبان 1446  هـ
- 78 شعبان 1446  هـ
- 89 شعبان 1446  هـ
- 910 شعبان 1446  هـ
- 1011 شعبان 1446  هـ
- 1112 شعبان 1446  هـ
- 1213 شعبان 1446  هـ
- 1314 شعبان 1446  هـ
- 1415 شعبان 1446  هـ
- 1516 شعبان 1446  هـ
- 1617 شعبان 1446  هـ
- 1718 شعبان 1446  هـ
- 1819 شعبان 1446  هـ
- 1920 شعبان 1446  هـ
- 2021 شعبان 1446  هـ
- 2122 شعبان 1446  هـ
- 2223 شعبان 1446  هـ
- 2324 شعبان 1446  هـ
- 2425 شعبان 1446  هـ
- 2526 شعبان 1446  هـ
- 2627 شعبان 1446  هـ
- 2728 شعبان 1446  هـ
- 2829 شعبان 1446  هـ

24 فبراير أو 24 شُباط أو يوم 24 \ 2 (اليوم الرابع والعشرون من الشهر الثاني) هو اليوم الخامس والخمسون (55) من السنة وفقًا للتقويم الميلادي الغربي (الغريغوري). يبقى بعده 310 يومًا لانتهاء السنة، أو 311 يومًا في السنوات الكبيسة.

## أحداث
- 1942 - نشوب معركة لوس أنجلوس بين الجيش الأمريكي وأجسام طائرة مجهولة الهوية فوق الساحل الغربي في لوس أنجلوس، كاليفورنيا يُحتمل أنها مركبات من خارج الأرض.
- 1949 - توقيع «اتفاقية رودوس» للهدنة بين العرب وإسرائيل في جزيرة رودوس.
- 1966 - الجيش الغيني يخلع الرئيس كوامي نكروما، وجوزيف آرثر أنكره يتولى رئاسة الدولة.
- 1969 - نقل جثمان ملك السعودية الأسبق سعود بن عبد العزيز بالطائرة من أثينا إلى السعودية ليتم دفنه في مقبرة العود بمدينة الرياض بعد الصلاة عليه في مكة المكرمة.
- 1971 -
  - الرئيس الجزائري هواري بومدين يعلن تأميم قطاع المحروقات من الشركات الأجنبية.
  - تأسيس الاتحاد العام للعمال الجزائريين.
- 1980 - وصول أول سفير مصري في إسرائيل سعد مرتضى إلى تل أبيب، وأول سفير إسرائيلي في مصر إلياهو بن إليسار إلى القاهرة.
- 1981 - قصر بكنغهام يعلن رسميًا عن خطوبة الأمير تشارلز من ديانا سبينسر.
- 1982 - رئيس مجموعة أمناء جبل الهيكل «غوشون سلمون» يقتحم ساحة المسجد الأقصى لأداء الصلاة والشعائر الدينية بعد أن سمحت الشرطة الإسرائيلية لمجموعة من أعضاء الكنيست من «حركة هتحيا» العنصرية بالقيام بجولة في المسجد بمناسبة ذكرى خراب الهيكل وكانوا يعتزمون تأدية الصلاة لولا منعهم من قبل الحراس المسلمين، كما رفع الوفد البرلماني علم إسرائيل في ساحات الأقصى وهو يرددون النشيد الوطني الإسرائيلي.
- 1991 - وقوع معركة القرين بين مقاومون كويتيون وجنود من الجيش العراقي وذلك أثناء حرب الخليج الثانية، حيث حاصر الجنود المنزل وقصفوه بالمدفعية وأدى بالنهاية إلى مقتل عدد كبير من المقاومين.
- 1999 - نشر معلومات تفصيلية عن خطة إسرائيلية جاهزة لإخلاء القدس من أهلها ولجعلها المدينة المقدسة لليهود وحدهم.
- 2004 - زلزال الحسيمة، أحد أعنف الزلازل التي ضربت إقليم الحسيمة شمال المغرب. وقد خلف هذا الزلزال خسائر بشرية ومادية وعمرانية كبيرة.
- 2008 - البرلمان الكوبي ينتخب راؤول كاسترو رئيسًا لكوبا وذلك بعد استقالة أخيه فيدل كاسترو.
- 2014 - استقالة حكومة حازم الببلاوي وتكليف إبراهيم محلب بتكوين حكومة جديدة في مصر.
- 2019 - الإعلان عن جوائز الأكاديمية الحادية والتسعين وفوز الكتاب الأخضر بجائزة أفضل فيلم، ورامي مالك بجائزة أفضل ممثل، وأوليفيا كولمان بجائزة أفضل ممثلة.
- 2020 - مقتل 27 وإصابة 190 شخصًا في أعمال شغب استمرت حتى 26 فبراير، في شمال شرقي دلهي في الهند، إثر مهاجمة أنصار حزب بهاراتيا جاناتا للمتظاهرين المناوئين لتعديل قانون المواطنة.
- 2022 - روسيا تبدأ غزو أوكرانيا بعد حشد عسكري مطول.

## مواليد
- 1304 - ابن بطوطة، رحالة مسلم.
- 1500 - كارلوس الخامس، ملك إسبانيا وإمبراطور الإمبراطورية الرومانية المقدسة.
- 1828 - أمين شميل، أديب ومحامي وكاتب وصحفي لبناني.
- 1831 - ليو فون كابريفي، مستشار ألمانيا.
- 1872 - حافظ إبراهيم، شاعر مصري.
- 1909 - أبو القاسم الشابي، شاعر تونسي.
- 1924 - فتحي غانم، كاتب مصري.
- 1934 -
  - بتينو كراكسي، رئيس وزراء إيطاليا.
  - بينجو وا موثاريكا، رئيس مالاوي.
- 1940 - دينيس لو، لاعب كرة قدم اسكتلندي.
- 1946 - محمود الجندي، ممثل مصري.
- 1947 - إدوارد جيمس أولموس، ممثل أمريكي.
- 1955 - ستيف جوبز، أحد مؤسسي شركة أبل.
- 1967 - بريان شميدت، عالم أسترالي / أمريكي في الفيزياء الفلكية حاصل على جائزة نوبل في الفيزياء عام 2011.
- 1968 - أحمد علي العجمي، قارئ قرآن سعودي.
- 1974 - كريم باقري، لاعب كرة قدم إيراني.
- 1974 - فلويد مايويذر، ملاكم أمريكي.

## وفيات
- 1815 - روبرت فلتون، مهندس ومخترع أمريكي.
- 1856 - نيكولاي لوباتشيفسكي، عالم رياضيات روسي.
- 1925 - يالمر برانتن، رئيس وزراء السويد حاصل على جائزة نوبل للسلام عام 1921.
- 1955 - عزيز عثمان، ممثل مصري.
- 1986 - فريد أبو مصلح، عسكري وصحفي ومترجم أمريكي - لبناني.
- 1993 - بوبي مور، لاعب كرة قدم إنجليزي.
- 1996 - أكرم الحوراني، زعيم سياسي سوري.
- 2010 - الشيخ مبارك بن محمد بن خليفة آل نهيان، وزير الداخلية الإماراتي الأسبق.
- 2013 - ياسين بقوش، ممثل سوري.
- 2016 - نبيل المالح، مخرج ومنتج سينمائي سوري.
- 2018 - سريديفي، ممثله هندية.
- 2021 - منذر الشاوي، أستاذ قانون دستوري ووزير عراقي.

## أعياد ومناسبات
- عيد الاستقلال في إستونيا.
- عيد العلم في المكسيك.

## وصلات خارجية
- وكالة الأنباء القطريَّة: حدث في مثل هذا اليوم.
- النيويورك تايمز: حدث في مثل هذا اليوم.
- BBC: حدث في مثل هذا اليوم.